# Septimus Heap
Septimus Heap es una serie literaria escrita por Angie Sage que trata sobre las aventuras del héroe homónimo, quien en cuanto séptimo hijo de un séptimo hijo tiene una habilidad mágica increíble. Los libros han sido best-seller en los Estados Unidos. El éxito de Magyk fue internacional tras aparecer en la lista de libros mejor vendidos del New York Times.
Los jóvenes quedaron sorprendidos con las fascinantes historias de la escritora, que llenas de magia lograron hacer que los jóvenes se entretengan en un mundo nuevo

## Libros de la serie
- Magyk (2005), Septimus.
- Flyte (2006), Septimus y el hechizo imposible.
- Physik (2007), Septimus y el último alquimista.
- Queste (2008), Septimus y el anillo de las dos caras.
- Syren (2009), Septimus en la Isla Encantada.
- Darke (2011), Septimus y la magia negra.
- Fyre  (2013)  Septimus y el fuego eterno

Septimus Heap - Libro 1
La primera aventura explica la historia de un niño con poderes sobrenaturales que muere al nacer. Ese mismo día, sus padres acogen en su casa a una niña que encuentran abandonada en la nieve. Con el tiempo, los padres empiezan a sospechar que Jenna, la niña que han adoptado, es la princesa. Desde palacio, alguien envía a una Asesina para matar a Jenna, que tendrá que escapar para poder salvar su vida.
Septimus Heap - Libro 2
El hermano mayor de Septimus, Simon, está celoso, y está dispuesto a hacer lo que haga falta para conseguir convertirse en mago Extraordinario. Siguiendo las instrucciones de DomDaniel, quién le promete que puede hacer que su sueño se cumpla, Simon rapta a su propia hermana, Jenna.
Septimus Heap - Libro 3
En el tercer libro, un espíritu malvado hace que Septimus viaje 500 años atrás en el tiempo. Jenna, Nicko, Snorri y Ullr parten en su búsqueda. Después de llegar a la época en la que está Septimus, descubren que la vía que han utilizado para llegar ha quedado inutilizada.
Septimus Heap - Libro 4
Nicko y Snorri siguen atrapados en el pasado. Septimus, Jenna y Beetle parten en su búsqueda, pero Septimus tiene la piedra de la Búsqueda, a la que debe partir y de la que nunca ningún aprendiz ha regresado.
Septimus Heap - Libro 5
En el quinto libro, Septimus, Jenna y Beetle se ven atrapados en una isla en la que habita la Sirena, un espíritu que hará todo lo posible por poseer a Septimus.
Septimus Heap - Libro 6
En el sexto libro, Merrin Meredith, también conocido como Daniel Hunter o un falso Septimus, planea vengarse del verdadero Septimus y de todos los habitantes del Castillo. Gracias a su Anillo de las dos caras, logra cera un dominio oscuro, del que todo el mundo se verá forzado a escapar.
Septimus Heap - Libro 7
Cuando todo parece tranquilo para Septimus y sus amigos, y Jenna se prepara para ser la próxima reina, un gran peligro se cierne sobre el castillo: el poderoso anillo de las dos caras ha sido robado y se ha iniciado un proceso de regresión. Los Magos Oscuros, derrotados en el pasado, han vuelto y se convierten de nuevo en una temible amenaza...
Para poner fin a este aterrador proceso, Septimus y Jenna deberán destruir el anillo, y solo lo conseguirán con la ayuda de la maga extraordinaria, el maestro alquimista y el poder del fuego alquímico. Si todos permanecen unidos podrán vencer a la Magia Oscura de una vez por todas.
Septimus Heap - Magycal Papers
Es una recolecta de las cartas y material no publicado de los libros anteriores